# Arend Voortman
Arend Jan Voortman (Gelselaar, 22 september 1930 – Ruurlo, 2 januari 2012) was een Nederlands econoom en politicus.
Voortman studeerde in 1957 af aan de Landbouwhogeschool Wageningen in de economie. Hij was lang werkzaam bij de toenmalige Rijksplanologische Dienst.
Tussen 1971 en 1981 was hij lid van de Tweede Kamer voor de PvdA en was hij onder meer woordvoerder voor landbouw en voor wetenschapsbeleid. Als vertegenwoordiger van de linkervleugel en tegenstander van kernenergie week hij soms af van de meerderheid van zijn fractie.
Na zijn politieke carrière was hij van 1981 tot 1983 hoofddocent landbouworiëntatie aan de Landbouwhogeschool Wageningen. In 1983 begon hij een zelfstandig bureau.
In 1975 begon Voortman het onafhankelijke tijdschrift Platteland in perspectief (SPIL) dat zich richt op landbouw, landschap en milieu. Hiervoor kreeg hij in 2010 de persprijs van de Universiteit van Wageningen. Ook was hij columnist voor De Gelderlander.